# Горная улица (Кострома)
Горная улица — улица в исторической части города Кострома. Проходит от Советской улицы к Волге, оканчиваясь выходом на Лесную улицу.

## История
Возникла, вероятно, в XV—XVI веках как дорога от Волги к Кадкиной (Каткиной) горе.
Историческое название — Богословская, по церкви Иоанна Богослова на Кадкиной горе. Здание церкви сохранилось, частично перестроенное оно занято ныне планетарием. Планетарий в здании закрытой в 1946 году Богословской церкви был открыт 18 февраля 1951 года.
Деревянная застройка улицы погибла во время пожара 1773 года, вскоре улица была вновь отстроена в камне.
Современное название с 1917 года.

## Достопримечательности
д. 14 — Костромской планетарий

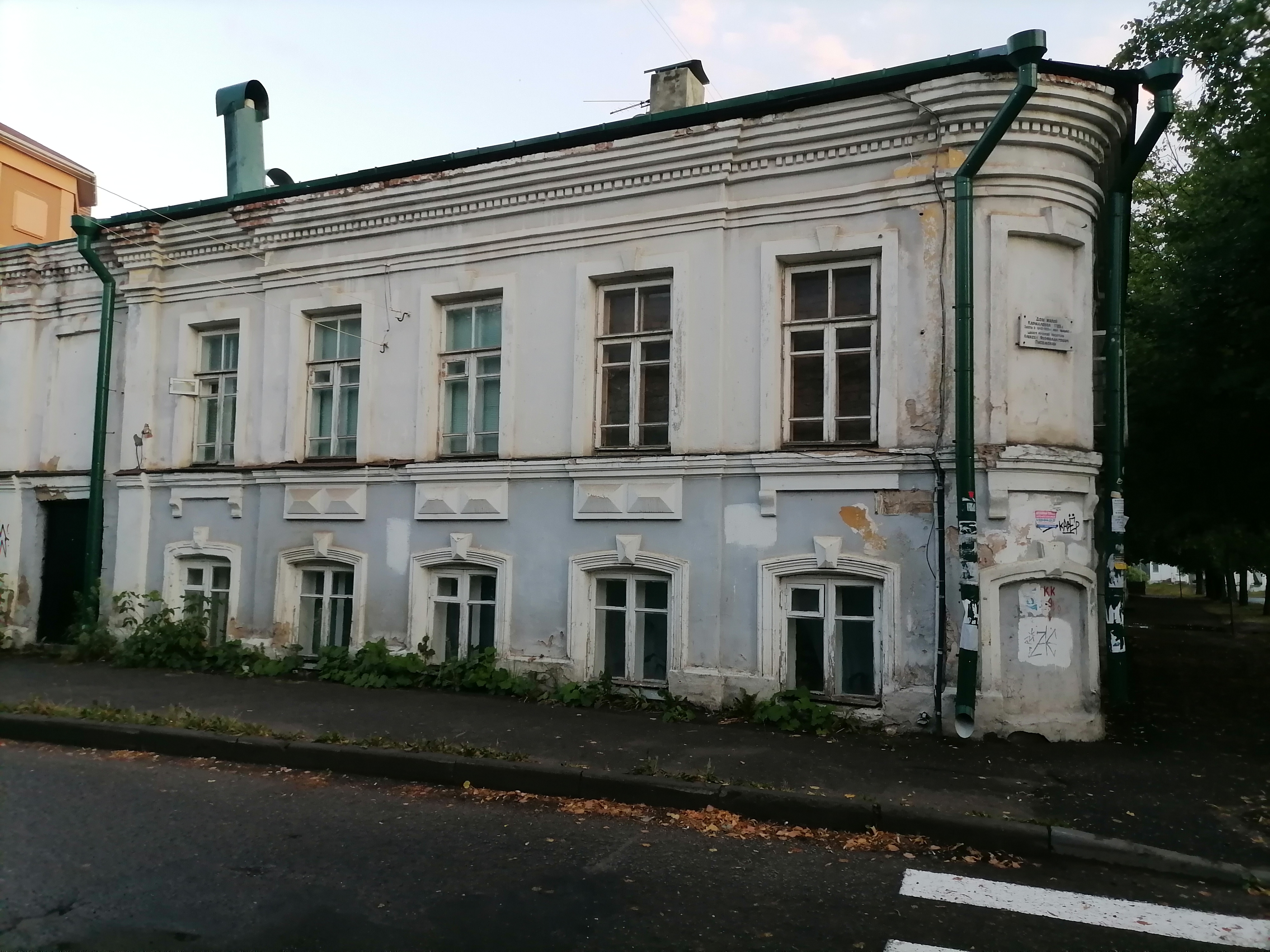
д. 7/2, мемориальная доска А. Ф. Писемскому

Памятник А. Ф. Писемскому

д. 16/7 — бывший дом Н. А. Шаровникова 
д. 18/8 — Детская художественная школа им. Н. П. Шлеина (мемориальная доска Шлеину)
д. 19/10 — бывший дом И. А. Костицина 
д. 21 — бывший дом М. В. Рыбникова 
д. 25 — бывший дом Е. П. Копкова 
д. 26 — Музей уникальных кукол и игрушек
д. 27 — бывший дом П. В. Квасникова 
д. 27а — бывший трактир и бани усадьбы Кокорева 
д. 29/3 — бывший дом Кокорева 
Памятник А. Ф. Писемскому

## Известные жители
д. 7/2 — А. Ф. Писемский (мемориальная доска)
А. П. Ермолов